# Станіслав Менжик
Стані́слав Ме́нжик гербу «Венява», званий «Слабош» (пол. Stanisław Mężyk; ? — 1584) — польський шляхтич, державний діяч Королівства Польського. Прихильник, діяч реформації (аріянин). Представник роду Менжиків.

## Житєпис
Син підсудка земського краківського Яна Слабоша та його дружини Катажини Лянцкоронської (доньки старшого брата Предслава Лянцкоронського Миколая).
Разом з братом Яном одідичив села біля Рабів (зокрема, Кобилєц, Камик), але в них не господарював. Стало набирав боргів. Про студії невідомо, головна школа — двір короля Сигізмунда II Августа, де з'явився 1545 р. Влітку мав подорож Польщею, як постільничий, ялмужник молодого короля, який за це подарував в грудні нове коштовне гусарське вбрання.
13 липня 1546 p. став придворним, початково з правом 3-х вершників (коней), швидко став одним із найбільш впливових дворян — улюбленцем короля Сигізмунда II Августа. На весіллі короля Сигізмунда II Авґуста з Катериною Габсбурґ мав поєдинок спочатку на списах верхи, потім — на мечах з Миколаєм Потоцьким. З 1556 р. мав посаду крайчого королеви Катаріни Австрійської. Приблизно з 1557 р. до смерті був стольником краківським.
Брав участь в посольствах; в обозі коло Купішок 19 серпня 1557 р. король надав йому командорію мальтійську костелу святого Івана за мурами Познані. Вибираючись у похід на Москву, на Парчівському сеймі 9 серпня 1564 р. віддав дружину під опіку короля, приятелів Валентія Дембінського, Станіслава Шафранця, писаря земського краківського Яна Кміти. У 1567 р. зрікся командорії познаньської, права на яку втратив в момент одруження; 23 червня отримав від короля багате «гродове» Сандецьке староство. Це староство тримав міцною рукою, мав значну військову силу, був авторитарним керівником, утискав простих людей, 1580 р. мав сутичку з кляштором старосандецьких кларисок.
У 1551 р. якийсь Менжик зіпсував (зруйнував) хрест у Страдомі (малоймовірно, що це він). Як староста та аріянин почав активну діяльність реформаційну. Близько 1568 р. став головним патроном Станіслава Фарновського і поміркованого відламу братів польських — дитеїстів. Фундатор збору та школи аріян у Новім Санчі, в місцевому міському суді надав посади одновірцям, віддав для обрядів замкову каплицю, поширював аріянство серед міщан, використовуючи примус. Спалив каплицю в Мнішеку над р. Попрадом на кордоні Спишу та Сандеччини.
22 жовтня 1570 р. король наказав мандатом підканцлерським Менжику усунути Фарновського, але він його не застосував. Під час 1-го, 2-го безкоролів'я був організатором оборони Підгір'я від ймовірного нападу Габсбургів. У 1573 р. збирав податі у повітах Сандецькому і Чхувському, використав їх для оборони кордонів. Як прихильник Стефана Баторія, брав участь в елекційному Сеймі 1575 р. Був одним з посланців шляхти кола магнатів цезаріянських з відозвою обрати Анну Ягеллонку і Стефана Баторія. У 1579 р. був комісаром до усталення кордону між староством Спишським та містами Подолинцем, Гняздами, Любовля. У 1579-1580 рр. в ролі ротмістра вершників брав участь у полку К. Ніщицького у московських виправах. Був одним з достойників жартівливої «Речі Посполитої Бабінської», і як відомого елеганта його обрали «охмістром панянським».
Помер 27 листопада в новосандецькому замку, його смерть означала кінець розквіту реформації на Сандеччині (відомими різновірцями були шваґри: Ян Колек, Мельхіор Крупка з Мойковиць, Анджей Рупньовскі).

### Особисте життя
Дружина — Анна, донька Яна Творовського-молодшого (не жив на момент весілля, яке відбулося бл. 1564 року), онучка подільського воєводи Яна Творовського з Бучача). Дочка — Кристина, дружина старости чорштиньского Зигмунта Дембінського (внука канцлера Валентія Дембінського).